# Weberocereus imitans
Weberocereus imitans ist eine Pflanzenart in der Gattung Weberocereus aus der Familie der Kakteengewächse (Cactaceae). Das Artepitheton imitans leitet sich vom lateinischen Verb imitari für ‚nachahmen‘ ab und verweist auf die Ähnlichkeit der Triebe mit der Art Epiphyllum anguliger.

## Beschreibung
Weberocereus imitans wächst epiphytisch, ist anfangs aufsteigend und wird später mehr oder weniger niederliegend oder hängend. An den reich verzweigten Trieben werden zahlreiche Luftwurzeln ausgebildet. Die Haupttriebe sind bis zu 90 Zentimeter lang. Die Seitentriebe zweigen in einem Winkel von 45 Grad vom Haupttrieben ab. Die grasgrünen Triebe sind an ihrer Basis drehrund und darüber abgeflacht. Ihre Ränder sind tief gelappt, wobei die Einbuchtungen zwischen den Lappen 10 bis 15 Zentimeter lang sind. Die auf den Trieben befindlichen wenig bewollten Areolen sitzen am tiefsten Punkt der Einbuchtungen und werden von einer kleinen Schuppe getragen. Dornen sind meist nicht vorhanden. Gelegentlich werden jedoch  ein bis drei gerade, nadelige Dornen ausgebildet, die 2 bis 4 Millimeter lang sind. 
Die glocken- bis trichterförmigen, hell cremeweißen Blüten sind 6 bis 7 Zentimeter lang und erscheinen in der Nähe der Triebspitzen. Das Perikarpell ist mit Wolle und einigen wenigen Dornen besetzt. Die länglichen bis eiförmigen, anfangs bronzegrünen Früchte werden später rot. Sie besitzen eine Länge von bis zu 3,7 Zentimeter. Ihr Fruchtfleisch ist weiß.

## Verbreitung, Systematik und Gefährdung
Weberocereus imitans ist in Costa Rica in der Provinz Puntarenas verbreitet.
Die Erstbeschreibung als Werckleocereus imitans erfolgte 1956  durch Myron William Kimnach und Paul Clifford Hutchison. Franz Buxbaum stellte die Art 1978 in die Gattung Weberocereus. Weitere nomenklatorische Synonyme sind Cryptocereus imitans (Kimnach & Hutchison) Backeb. (1959) und Eccremocactus imitans (Kimnach & Hutchison) Kimnach (1962).
In der Roten Liste gefährdeter Arten der IUCN wird die Art als „Endangered (EN)“, d. h. als stark gefährdet geführt.

## Nachweise